# Барщевская, Гражина
Гражи́на Барщевская (пол. Grażyna Barszczewska; род. 1 мая 1947, Варшава, Польша) — польская актриса театра, кино, радио, телевидения и кабаре.

## Биография
Гражина Барщевская родилась 1 мая 1947 года в Варшаве. Актёрское образование получила в Государственной высшей театральной школе в Кракове, которую окончила в 1970 году. Дебютировала в краковском Народном театре в 1970 году. Актриса театров в Кракове, Варшаве (театр «Атенеум») и Вроцлаве, также актриса кабаре. Выступает в спектаклях польского «театра телевидения» с 1972 года и в радиопередачах «театра Польского радио».

## Избранная фильмография
- 1971 — Миллион за Лауру / Milion za Laurę
- 1971 — Третья часть ночи / Trzecia część nocy
- 1975 — Директора / Dyrektorzy
- 1978 — Жизнь, полная риска / Życie na gorąco (только в 7-й  серии)
- 1979 — Белая мазурка / Biały mazur
- 1980 — Карьера Никодима Дызмы / Kariera Nikodema Dyzmy
- 1985 — Исповедь сына века / Spowiedź dziecięcia wieku
- 1987 — Ангел в шкафу / Anioł w szafie
- 1988 — Лебединая песня / Łabędzi śpiew
- 1991 — Сейшелы / Seszele
- 1992 — Всё, что самое важное / Wszystko, co najwazniejsze...
- 1999 — Якоб-лжец / Jakob the Liar
- 1999 — Пан Тадеуш / Pan Tadeusz
- 2007 — Ночной дозор / Nightwatching
- 2010 — Не оставляй меня / Nie opuszczaj mnie
- 2011 — Победитель / Wygrany / The Winner
- 2012 — День женщин / Dzień kobiet

## Признание
- 1999 — «Wielki Splendor» — приз «Польского радио» лучшему актёру радиопостановок.
- 2007 — Серебряная медаль «За заслуги в культуре Gloria Artis».
- 2013 — Офицерский крест Ордена Возрождения Польши.